# صالح نجم
صالح نجم هو لاعب كرة يد كويتي، مثل منتخب الكويت في دورة الألعاب الأولمبية الصيفية لعام 1980 في موسكو.

## المسيرة الرياضية
شارك صالح نجم مع المنتخب الكويتي لكرة اليد في دورة الألعاب الأولمبية 1980، وساهم في خوض الفريق مباريات البطولة التي انتهت بالمركز الثاني عشر.

## معلومات فنية
وفقًا للمعلومات المتاحة، يبلغ طول صالح نجم نحو 168 سم، ووزنه حوالي 100 كجم. ارتبط خلال مسيرته الرياضية بنادي النصر الكويتي.